# Comuna Opaka, Tărgoviște
Obștina Opaka (comuna Opaka) este o unitate administrativă în regiunea Târgoviște din Bulgaria. Cuprinde un număr de 6 localități.  Reședința sa este orașul Opaka. Localități componente:
| - Opaka - Krepcea - Goleamo Gradiște | - Gărcinovo - Liublen - Gorsko Ablanovo |

## Demografie
Componența etnică a comunei Opaka
     Turci (57,89%)
     Bulgari (21,5%)
     Nicio identificare (20,46%)
     Altele (0,25%)
La recensământul din 2011, populația comunei Opaka era de 6.664 locuitori. Din punct de vedere etnic, majoritatea locuitorilor (57,89%) erau turci, cu o minoritate de bulgari (21,5%). Pentru 20,46% din locuitori nu este cunoscută apartenența etnică.